# Vlag van Ukkel
De vlag van Ukkel is de gemeentelijke vlag van de Brusselse gemeente Ukkel. De beschrijving luidt:
Twee even lange banen van blauw en van wit.
De kleuren van de vlag komen uit het gemeentewapen.
Deze gemeentevlag is identiek aan de vlag van Watermaal-Bosvoorde.

Vlag van Watermaal-Bosvoorde